# Du Pont Motors

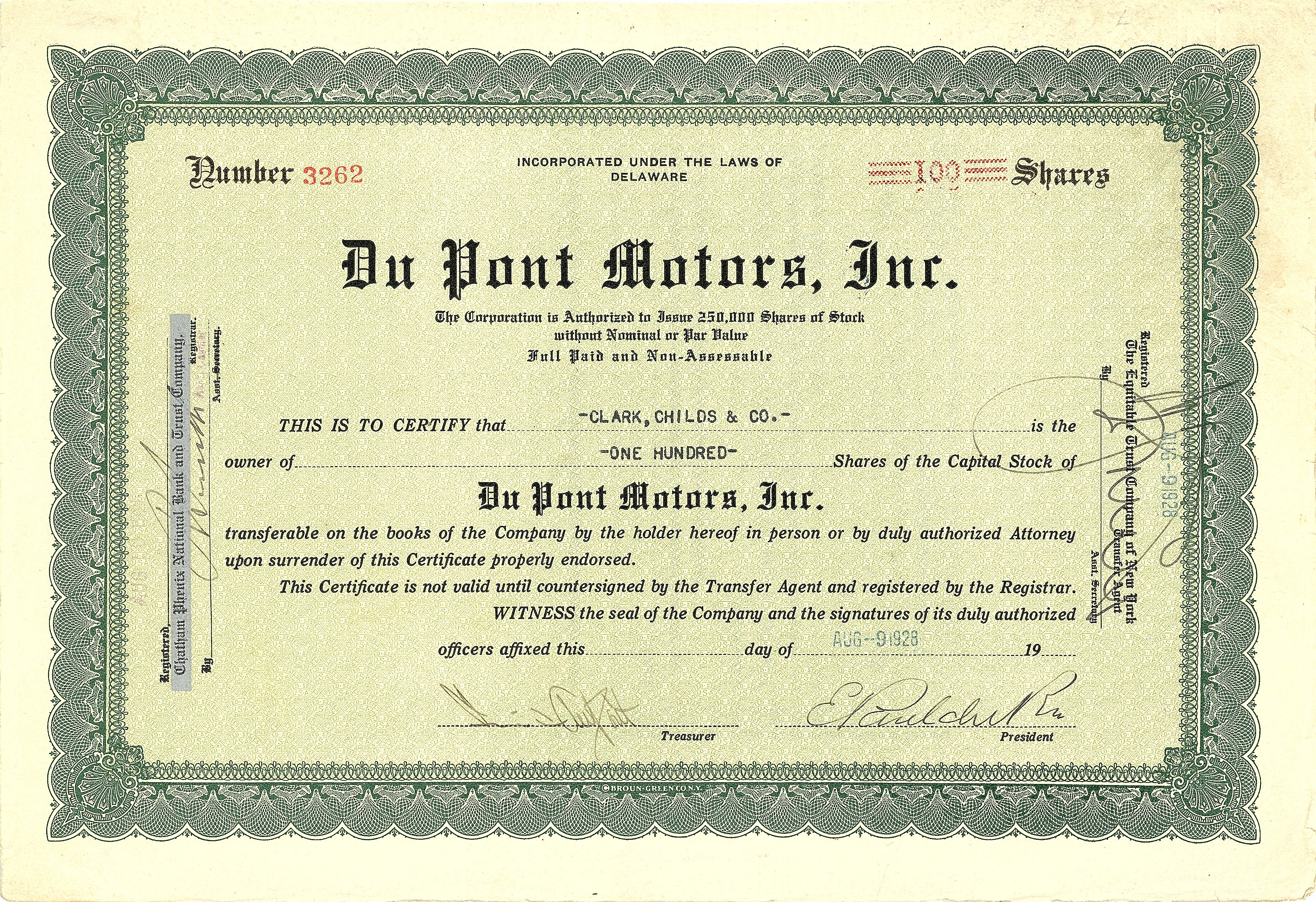
Aktie der Du Pont Motors, ausgestellt am 9. August 1928, im Original unterschrieben von Eleuthère Paul du Pont als Präsident und von Francis Irénée du Pont als Schatzmeister

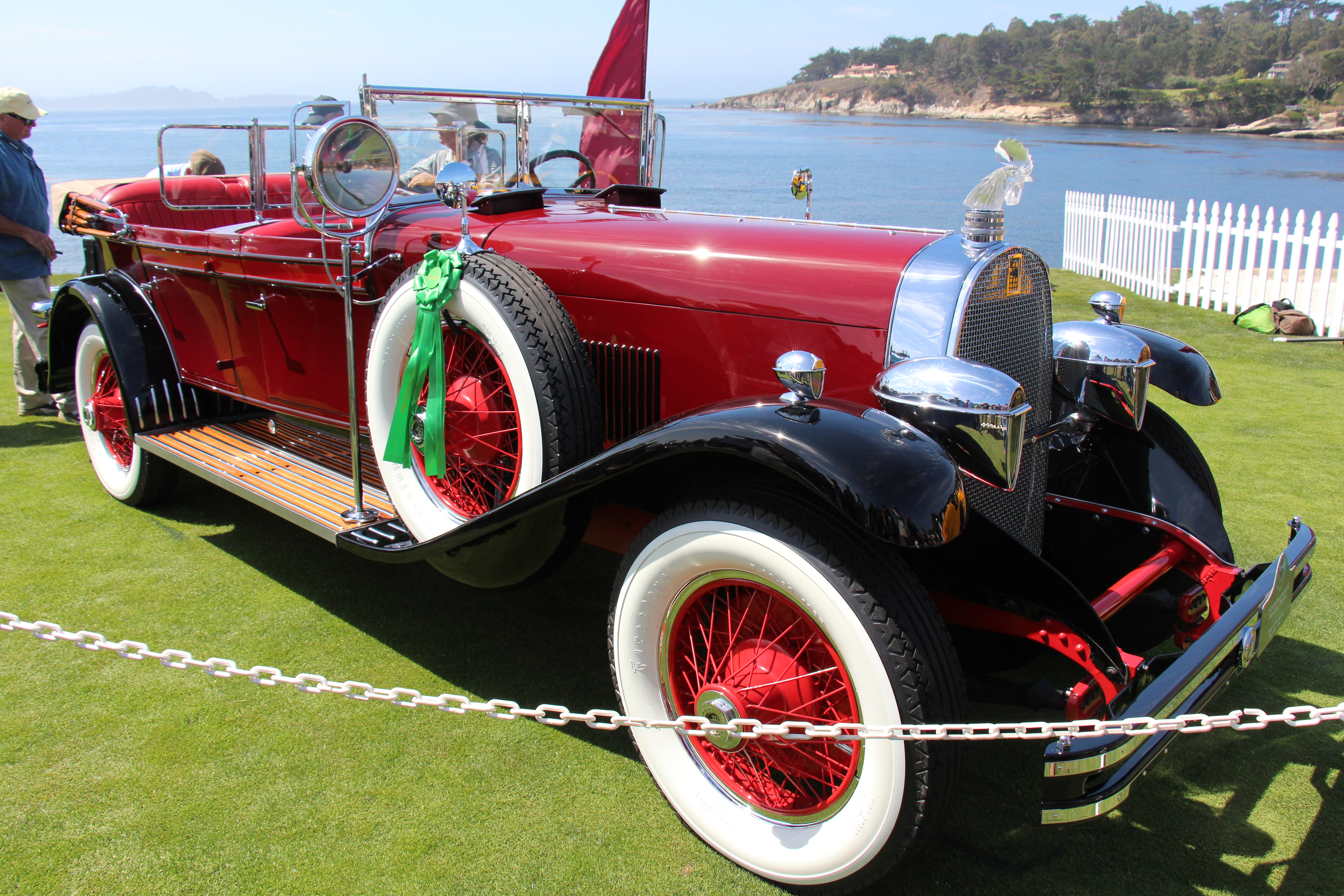
Du Pont Model G von 1928

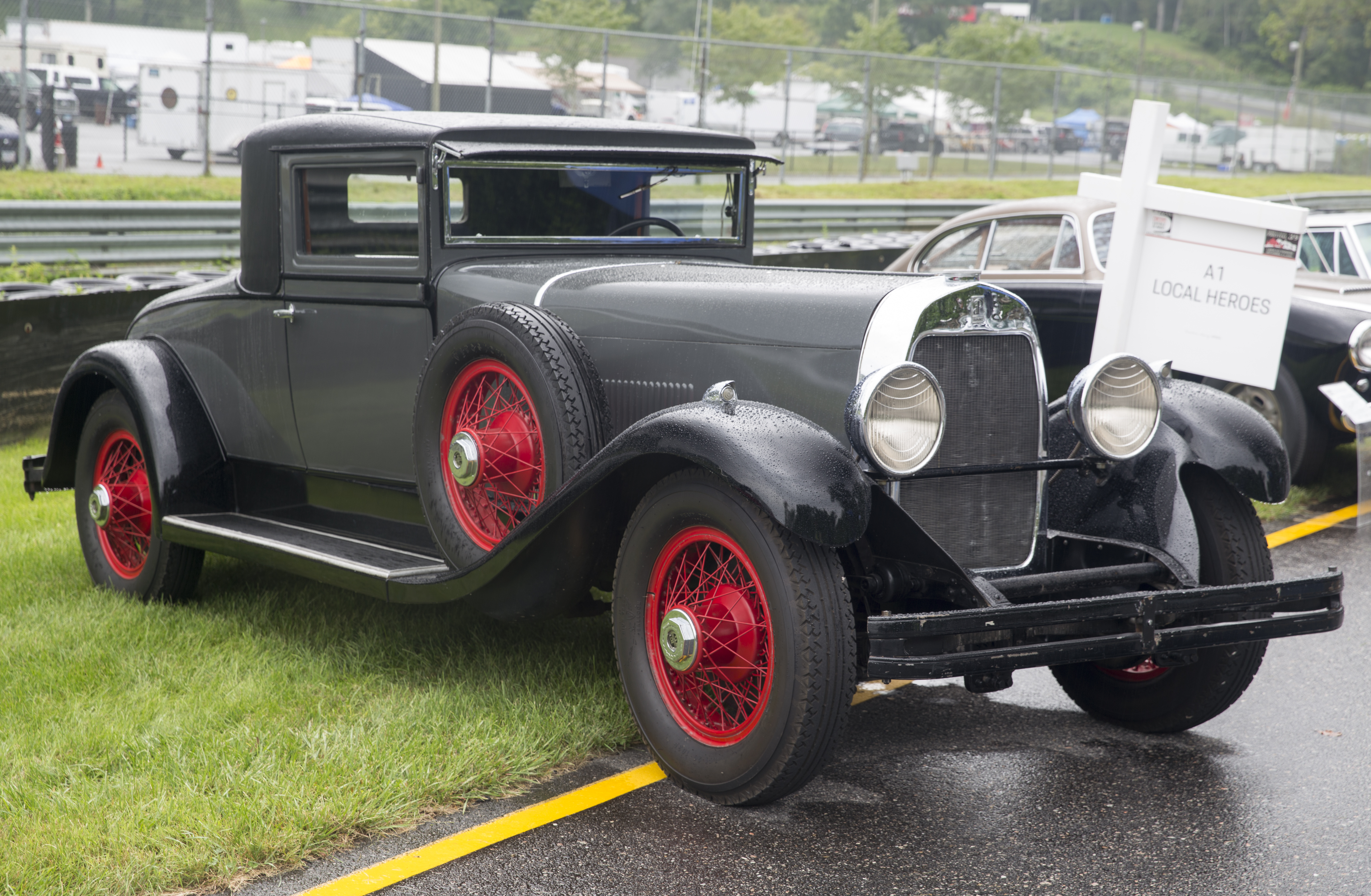
Du Pont Model G Merrimac Club Coupe

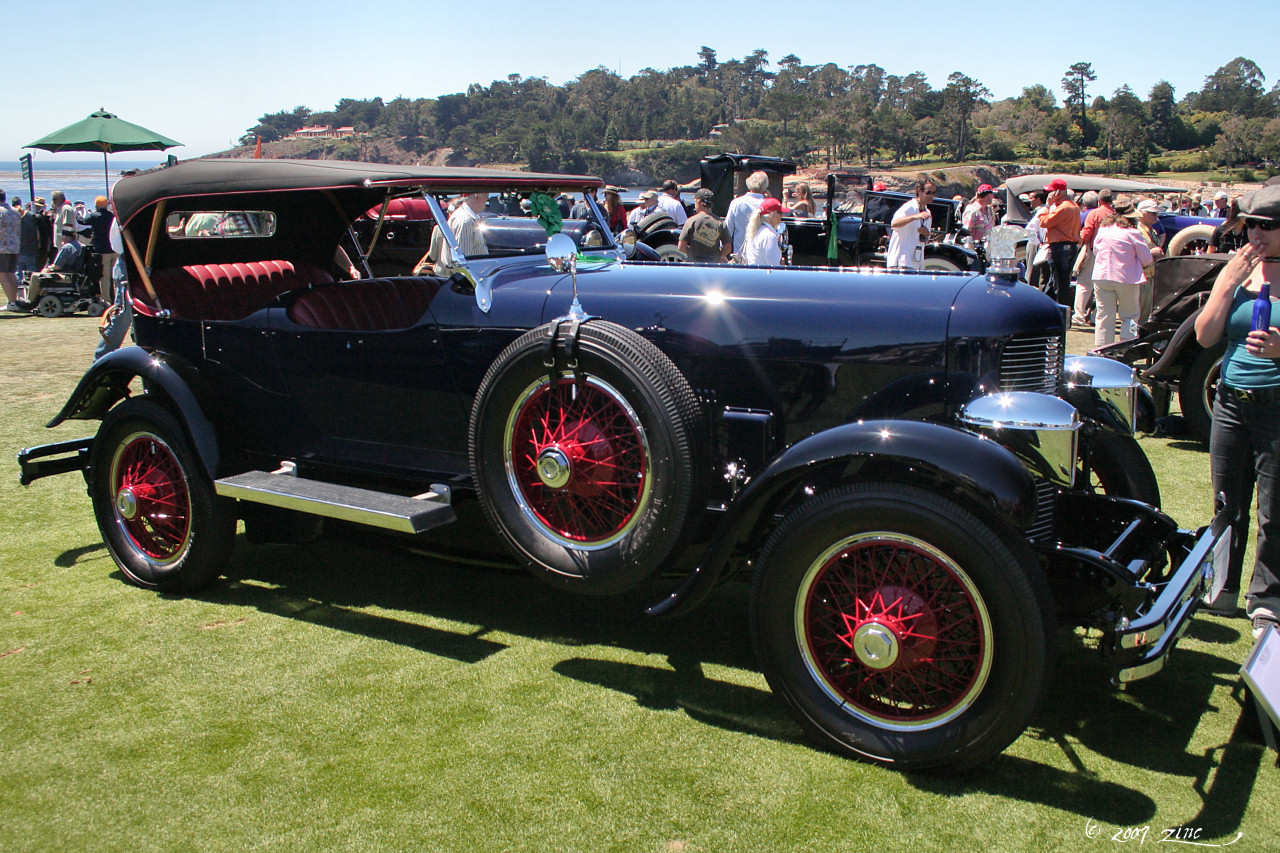
Du Pont Model G Speedster

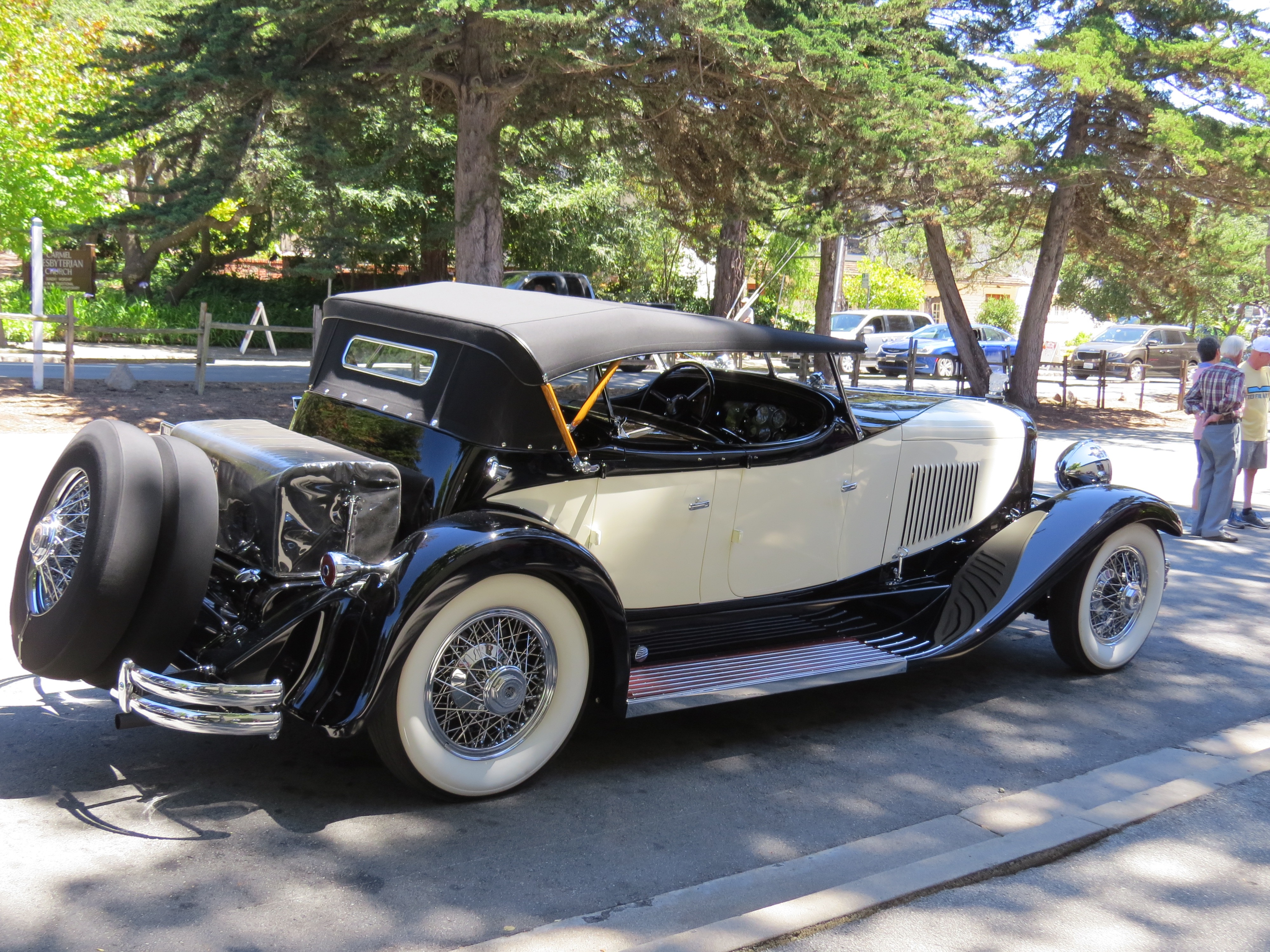
Du Pont Model H

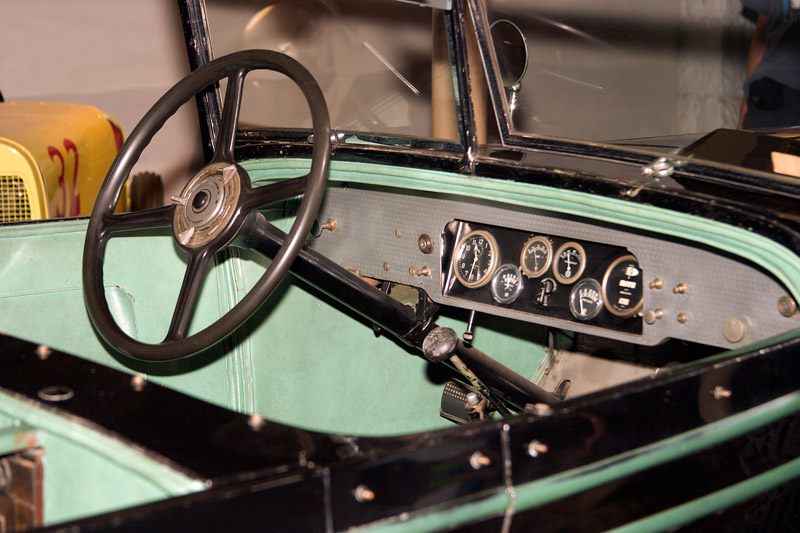
Innenraum eines Du Pont im Hagley Museum, Wilmington, Delaware (2004)

Du Pont Motors war ein US-amerikanischer Automobilhersteller, der in der Zeit nach dem Ersten Weltkrieg eine geringe Zahl an Oberklassefahrzeugen produzierte.

## Unternehmensgeschichte
E. Paul du Pont gründete 1917 das Unternehmen kurz vor dem Eintritt Amerikas in den Ersten Weltkrieg. Unternehmenssitz war bis 1930 in Wilmington in Delaware. Du Pont fertigte zunächst Schiffsmotoren, die während des Ersten Weltkriegs an die amerikanische Marine geliefert wurden. Nach dem Kriegsende wechselte das Unternehmen in die Automobilbranche. Das erste Automobil wurde 1919 vorgestellt.
Zwischen 1922 und 1925 befand sich das Montagewerk in Moore in Pennsylvania.
1930 kaufte E. Paul du Pont die Indian Motorcycle Company und verlegte den Sitz nach Springfield in Massachusetts.
Im Januar 1932 endete die Produktion. Im Februar 1933 kam es zur Insolvenz. Die Zahlungsunfähigkeit war eine Spätfolge der Weltwirtschaftskrise.

## Modelle
Von 1919 bis 1920 gab es das Model A. Es hatte einen Vierzylindermotor aus eigener Fertigung mit 55 PS Leistung. Das Fahrgestell hatte 315 cm Radstand. Zur Wahl standen Tourenwagen mit fünf Sitzen, Roadster mit zwei Sitzen und zwei verschiedene Limousinen mit fünf Sitzen.
Zwischen 1921 und 1923 stand das Model B im Sortiment. Die Daten entsprachen dem Vorgängermodell.
1924 erschien das Model C mit einem Sechszylindermotor von Herschell-Spillman mit 57 PS Leistung. Der Radstand betrug weiterhin 315 cm. Genannt sind zweisitziger Roadster, fünfsitziger Tourenwagen und zwei unterschiedliche fünfsitzige Limousinen. Dieses Modell gab es nur ein Jahr.
Ebenfalls 1924 erschien das Model D. Es hatte einen Sechszylindermotor von der Wisconsin Motor Manufacturing Company. Er war im ersten Jahr mit 57 PS und in den beiden Folgejahren mit 75 PS angegeben. Der Radstand unterschied sich nicht, die Aufbauten im ersten Jahr ebenfalls nicht. 1925 waren zweisitziger Sport-Roadster, fünfsitziger Sport-Tourenwagen, fünfsitzige Limousine und siebensitziger Tourenwagen gelistet. 1926 standen nur noch Tourenwagen mit fünf Sitzen, Roadster mit zwei Sitzen und Limousine mit fünf Sitzen zur Wahl.
Das darauf folgende Model E wurde von 1927 bis 1928 angeboten. Sein Motor war mit 70 PS angegeben. Der Radstand betrug nun 318 cm. Überliefert sind vier- bis fünfsitziger Sport Phaeton, viersitziger Roadster, viersitziges Coupé, Cabriolet und fünfsitzige Limousine.
Mit dem gleichen Motor, aber 345 cm Radstand, gab es von 1928 bis 1929 das Model F.
Ab 1928 wurde das Model G produziert, das einen 5,3 Liter großen, 125 PS leistenden Achtzylinder-Reihenmotor von der Continental Motors Company hatte. Das Fahrgestell hatte einen Radstand von 318 cm bis 381 cm. In den meisten Fällen wurde das Fahrzeug mit Karosserien von der Merrimac Body Company, Waterhouse Company oder Derham ausgeliefert.
1931 wurde das Model H auf der New York Automobile Show präsentiert. Es hatte den gleichen Motor in einem Fahrgestell von Stearns-Knight mit 371 cm Radstand. Bekannt sind zwei Limousinen und ein Sport-Phaeton.

## Modellübersicht
| Jahr      | Modell  | Zylinder | Leistung (PS) | Radstand (cm) | Aufbau |
| --------- | ------- | -------- | ------------- | ------------- | --- |
| 1919–1920 | Model A | 4        | 55            | 315           | Tourenwagen 5-sitzig, Roadster 2-sitzig, Suburban Limousine 5-sitzig, Limousine 5-sitzig |
| 1921–1923 | Model B | 4        | 55            | 315           | Tourenwagen 5-sitzig, Roadster 2-sitzig, Suburban Limousine 5-sitzig, Limousine 5-sitzig |
| 1924      | Model C | 6        | 57            | 315           | Roadster 2-sitzig, Tourenwagen 5-sitzig, Suburban Limousine 5-sitzig, Touren-Limousine 5-sitzig |
| 1924      | Model D | 6        | 57            | 315           | Roadster 2-sitzig, Tourenwagen 5-sitzig, Suburban Limousine 5-sitzig, Touren-Limousine 5-sitzig |
| 1925      | Model D | 6        | 75            | 315           | Sport Roadster 2-sitzig, Sport Tourenwagen 5-sitzig, Limousine 5-sitzig, Tourenwagen 7-sitzig |
| 1926      | Model D | 6        | 75            | 315           | Tourenwagen 5-sitzig, Roadster 2-sitzig, Limousine 5-sitzig |
| 1927–1928 | Model E | 6        | 70            | 318           | Sport Phaeton 4- bis 5-sitzig, Roadster 4-sitzig, Coupé 4-sitzig, Cabriolet, Limousine 5-sitzig |
| 1928–1929 | Model F | 6        | 70            | 345           | |
| 1929–1932 | Model G | 8        | 125           | 318–381       | Sport Phaeton, Tourenwagen 7-sitzig, Roadster, Cabriolet, Club Sedan, Limousine 5-sitzig und 7-sitzig, Victoria 5-sitzig, Cabriolimousine, Town Cabriolet, Speedster 2-sitzig und 4-sitzig, Sport Sedan, Club Berline |
| 1931      | Model H | 8        | 125           | 371           | Limousine, Sport Phaeton |

Quelle:

## Produktionszahlen
Von den ersten beiden Modellen entstanden 188 Fahrzeuge bis Juli 1923. Vom Model C wurden 48 Fahrzeuge gefertigt. Darauf folgten 28 Model D, 83 Model E und 2 Model F. Das Model G war mit 273 Exemplaren das erfolgreichste Modell. Vom Model H entstanden nur drei Fahrzeuge. Insgesamt sind es 625 Fahrzeuge.

## Du Pont im Motorsport

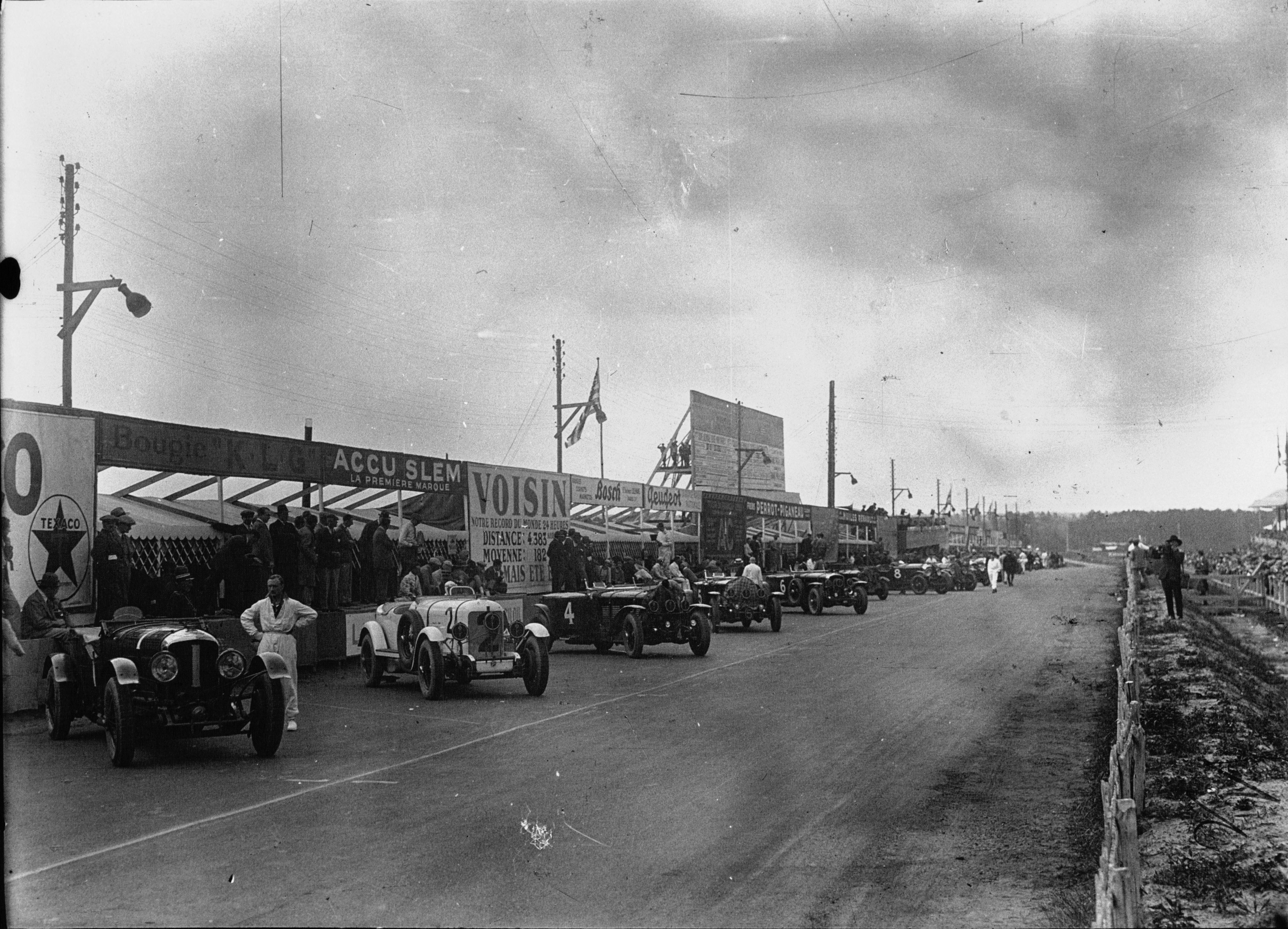
Startaufstellung zum 24-Stunden-Rennen von Le Mans 1929. Das weiße Fahrzeug mit der Nummer 2 ist ein Du Pont Model G

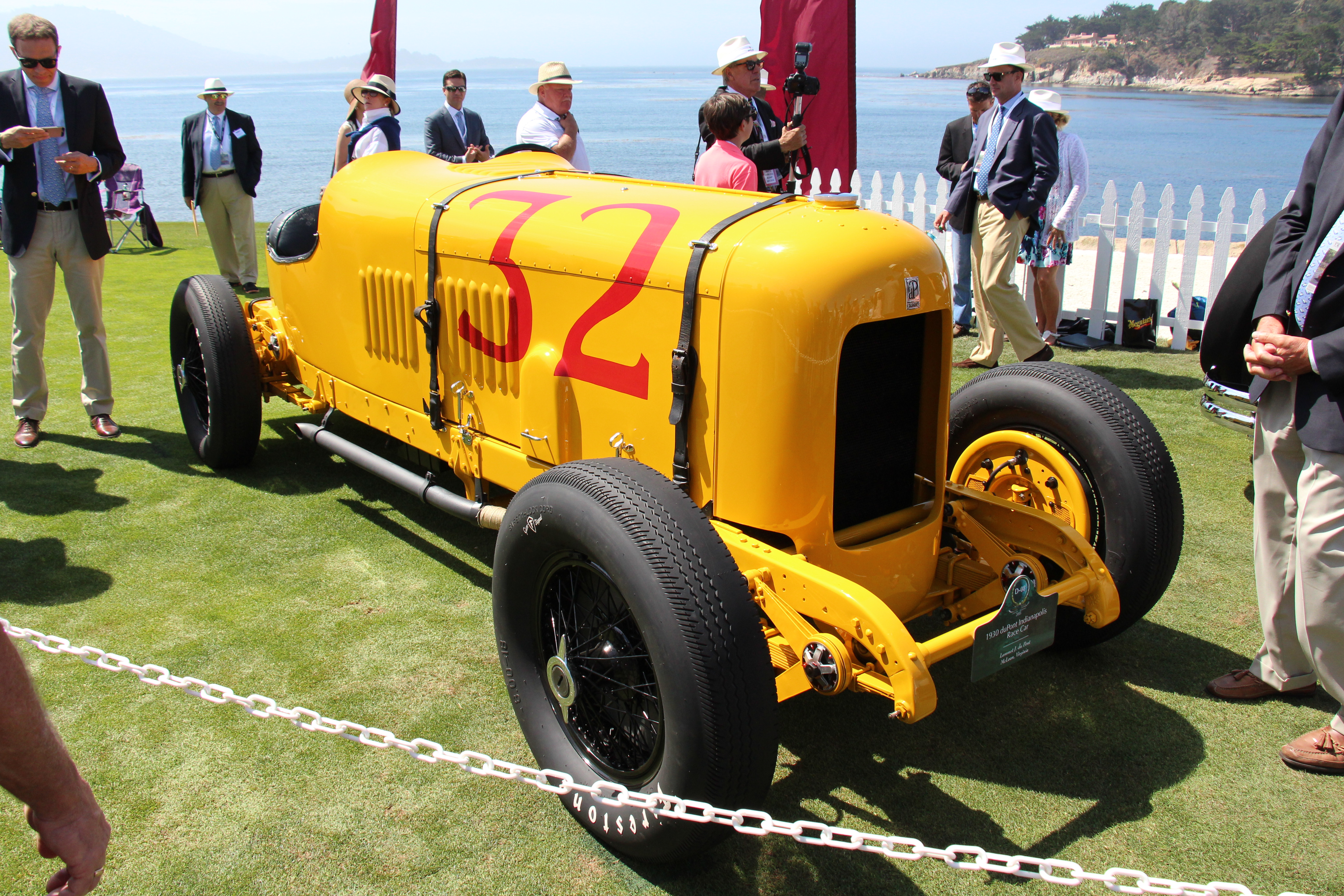
Der Rennwagen des 1930er Rennens Indianapolis 500

Obwohl die Autos von Du Pont in erster Linie Luxusfahrzeuge waren, wurden einzelne auch bei Motorsportveranstaltungen eingesetzt. Beim 24-Stunden-Rennen von Le Mans 1929 gingen Alfredo Luis Miranda und Charles Moran Jr. mit einem Model G an den Start. Sie fielen nach 20 Runden aus.
Ein Fahrzeug nahm am Indianapolis 500 1930 teil.